# Adelskerk van Oud Beets
De Adelskerk was een kerkgebouw in Oud Beets in de Nederlandse provincie Friesland. De kerk is gebouwd in 1889 en gesloopt in 1984.

## Geschiedenis
Deze adelskerk verving een eerdere kerk uit de 16e eeuw die gewijd was aan de heilige Gertrudis. De kerk werd gefinancierd door de families Lycklama à Nijeholt en Van Lynden uit Beetsterzwaag. Dominee Isaac Spandaw hield de eerste preek op 10 augustus 1890.
Het orgel uit 1904 werd gemaakt door Maarschalkerweerd & Zoon. Dit was een geschenk van August Lycklama. In 1957 werd het orgel door de firma Reil overgeplaatst naar de Zuiderkerk in Drachten.
De Adelskerk werd in 1958 buiten gebruik gesteld. Vanaf 1963 had de kunstenaar Jaap van der Meij zijn atelier in de kerk. De achtzijdige torenspits werd in 1967 door een blikseminslag vernield. 
In 1984 werd de kerk uiteindelijk gesloopt. De twee klokken zijn bij het Museum Opsterland in Gorredijk geplaatst. Op het kerkhof werd in 1988 een klokkenstoel geplaatst.

## Architectuur
De eenbeukige kerk met driezijdige koorsluiting in neorenaissance-stijl werd gebouwd naar ontwerp van Luitje de Goed. De transepten hadden trapgevels met rolwerk, obelisken en een fronton op de top in de trant van Hendrick de Keyser en Hans Vredeman de Vries. In de rondboogvensters was glas in lood aangebracht. De gevel was voorzien van een rondboogfries. 

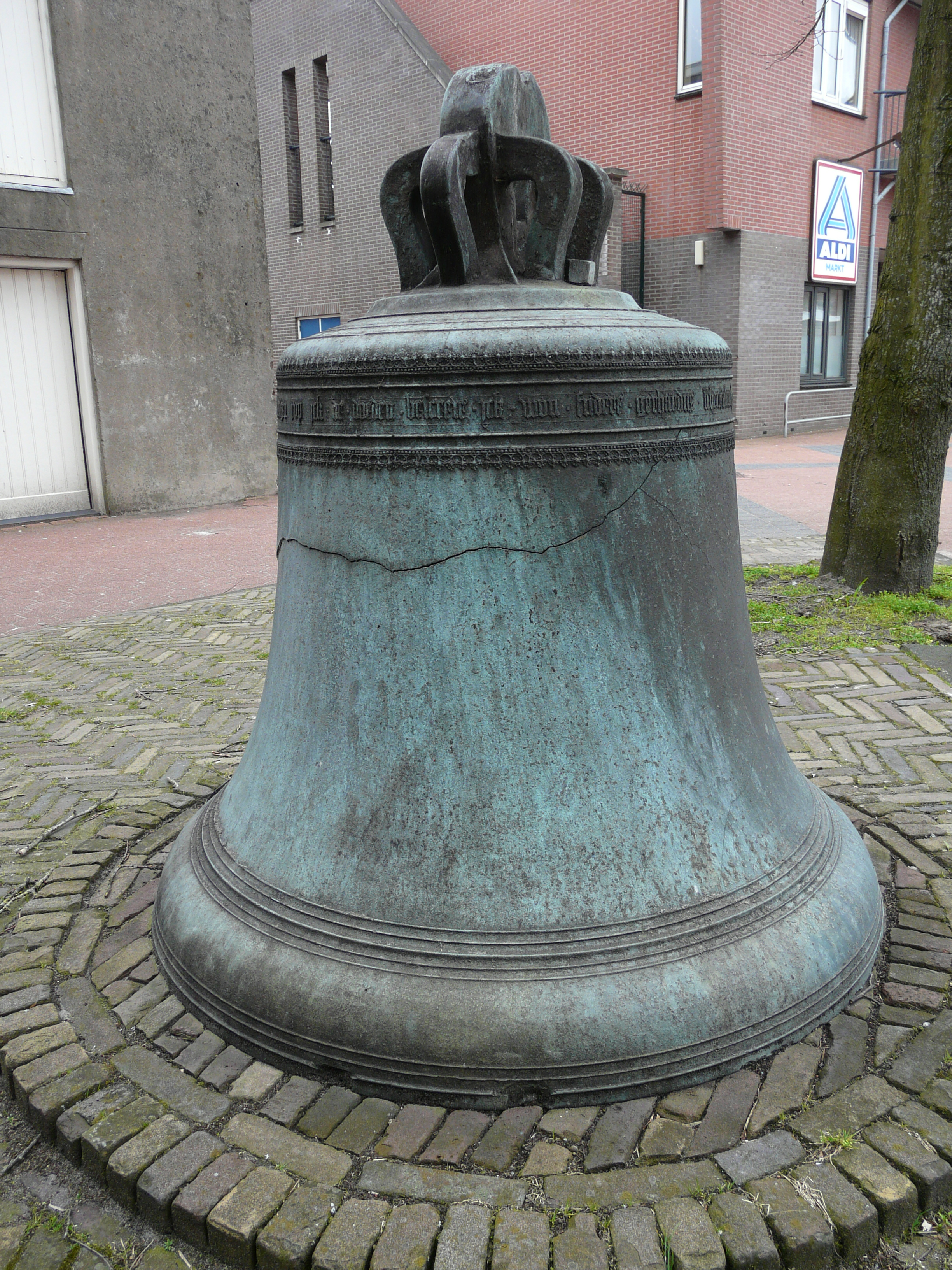
Klok in Gorredijk
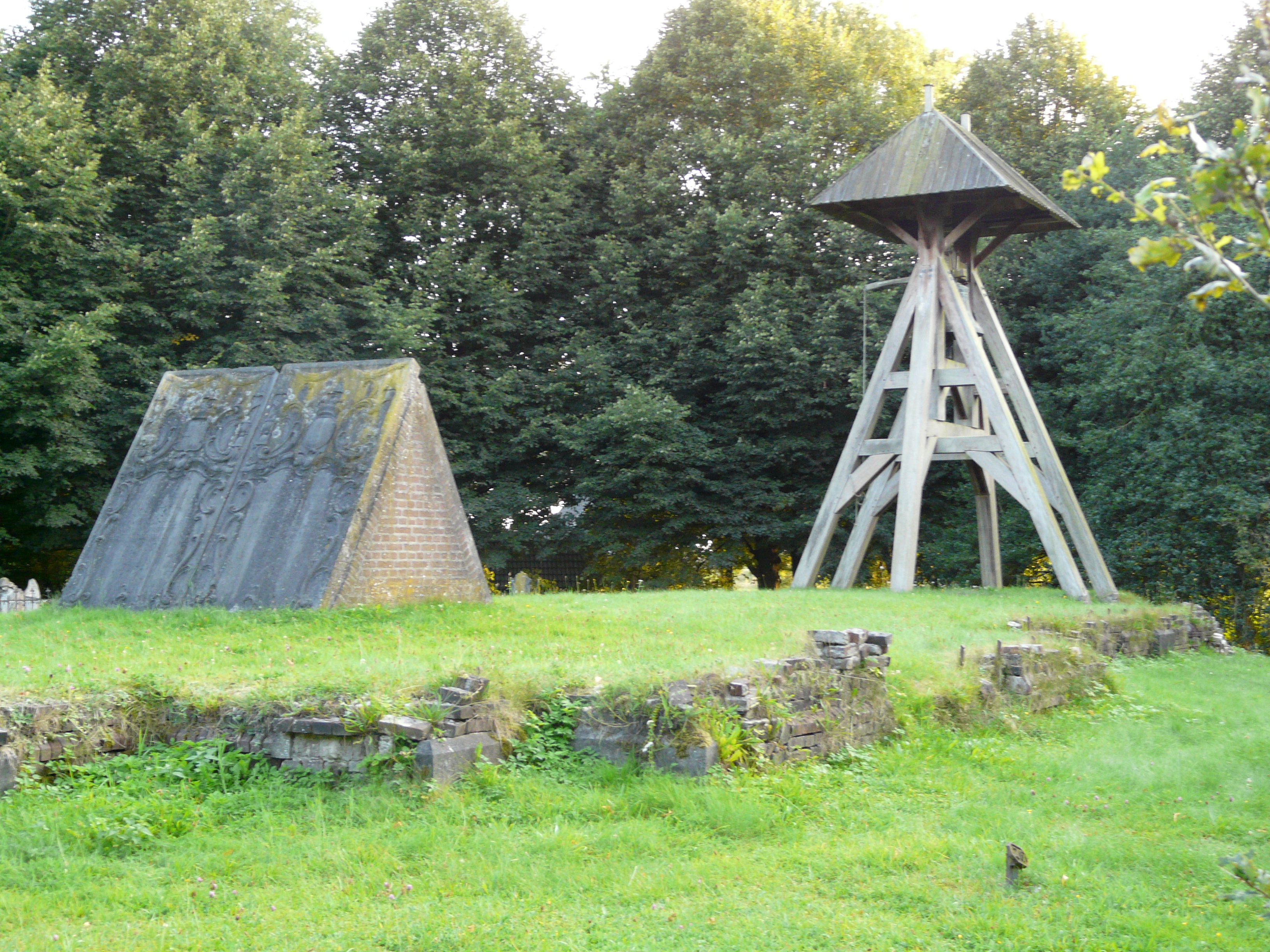
De klokkenstoel op het kerkhof